# Harry Tector
Harry Tom Tector (* 6. Dezember 1999 in Dublin, Irland) ist ein irischer Cricketspieler, der seit 2019 für die irische Nationalmannschaft spielt.

## Kindheit und Ausbildung
Tector hat zwei weitere Brüder die Cricket spielen, Jack und Tim. Sein Vater spielte im Team des YMCA CC in Dublin und begeisterte so seine Kinder für das Spiel. Im Jahr 2016 war er Teil des irischen Teams bei der U19-Cricket-Weltmeisterschaft.

## Aktive Karriere
Sein Debüt in der Nationalmannschaft gab er bei einem heimischen Drei-Nationen-Turnier gegen Schottland. In seinem zweiten Spiel gegen die Niederlande konnte er sein erstes Half-Century (60 Runs) erzielen. Daraufhin etablierte er sich im Twenty20-Team. Sein erstes ODI absolvierte er im Juli 2020 in England. Sein erstes ODI-Fifty erreichte er im Juni 2021 in den Niederlanden (58 Runs). Bei der darauffolgenden Tour gegen Südafrika konnte er mit 79 Runs ein weiteres Half-Century erzielen. Im September folgten zwei Fifties (50 und 55 Runs) gegen Simbabwe. Zu Beginn des Jahres 2022 konnte er dann in den West Indies konnte er dann sogar in allen drei ODIs jeweils ein Fifty (53, 54* und 52 Runs) erzielen.
Beim ICC Men’s T20 World Cup Global Qualifier Group A 2022 war seine beste Leistung im Finale gegen die Vereinigten Arabischen Emirate, als er ein Fifty über 50 Runs erreichte. Ein Fifty gelang ihm auch im Juni 2022 im ersten Twenty20 der Serie gegen Indien. In der darauf folgenden ODI-Serie gegen Neuseeland erzielte er im ersten Spiel sein erstes Century über 113 Runs aus 117 Bällen. Ein zweites Century gelang ihm dann im dritten Spiel der Serie, als er 108 Runs aus 106 Bällen erreichte. Seine beste Leistung beim ICC Men’s T20 World Cup 2022 waren 45 Runs gegen Sri Lanka.